# Arcus-funktioner
Arcus-funktionerne er omvendte funktioner til de trigonometriske funktioner med restriktioner i deres definitionsmængder for at gøre dem injektive. Der findes arcus-funktioner til sinus, cosinus, tangens, samt deres reciprokke funktioner: cosekans, sekans og cotangens. Arcus-funktioner betegnes også circulære funktioner. De kan anvendes til at beregne en vinkel ud fra kendte forholdstal i en trekant og er hyppigt brugte i ingeniørvidenskab, navigation, astronomi, fysik og geometri.

## Grafer
Nedenstående figurer viser grafer for seks arcus-funktioner.
|  |  |
|  |  |

## Notation
Der er flere notationer i brug for arcus-funktioner.
Det mest almindelige er at anvende "arc-" som et præfiks: {\displaystyle \arcsin(x)}, {\displaystyle \arccos(x)}, {\displaystyle \arctan(x)} osv. Disse navne udtales "arcus-sinus til x", "arcus-cosinus til x", "arcus-tangens til x" osv. I 2009 har ISO, den Internationale Standard Organisation, med dokumentet ISO 80000-2 fastlagt præfikset "arc" som norm for de inverse trigonometriske funktioner.
Inden for datalogi (programmeringssprog, regneark, og tilsvarende) vil man ofte se forkortede betegnelser: {\displaystyle {\text{asin, acos, atan}}} og tilsvarende.
På lommeregnere støder man ofte på skrivemåderne {\displaystyle \sin ^{-1}(x)}, {\displaystyle \cos ^{-1}(x)} , {\displaystyle \tan ^{-1}(x)} og tilsvarende. De blev indført af John Herschel i 1813 og bruges også lejlighedsvis. Denne notation er imidlertid i konflikt med potensskrivemåder som {\displaystyle \sin ^{2}(x)}, som traditionelt bruges til betegne {\displaystyle {(\sin(x))}^{2}} og ikke {\displaystyle \sin(\sin(x))}. Risikoen for forveksling er dog begrænset, og kan helt undgås ved at benytte de anbefalede navne . Standardnavnene har endvidere den fordel, at de er nemme at taste.

## Grundlæggende egenskaber
Da ingen af de seks trigonometriske funktioner er injektive (en-til-en), er det nødvendigt at indføre restriktioner for at kunne danne omvendte funktioner. For eksempel har ligningen {\displaystyle \sin(x)=0} uendelig mange løsninger: {\displaystyle x=n\cdot \pi } for alle heltal {\displaystyle n}, så man er nødt til at vælge hvilken af værdierne for {\displaystyle x} som {\displaystyle \arcsin(0)} skal give.
For at definere {\displaystyle \arcsin } indskrænker man definitionsmængden for sinus fra hele {\displaystyle \mathbb {R} } (alle reelle tal) til det lukkede interval {\displaystyle [-\pi /2;+\pi /2]}. Den begrænsede funktion er så monotont strengt voksende og har derfor en invers (omvendt) funktion, {\displaystyle \arcsin }, givet ved
{\displaystyle y=\sin(y)\quad \Leftrightarrow \quad x=\arcsin(y)}.
Af definitionen fremgår, at hvis {\displaystyle (x,y)} ligger på grafen for sinus, så ligger {\displaystyle (y,x)} på grafen for arcussinus.
Desuden bliver de omvendte funktioners værdimængder lig med de oprindelige funktioners definitionsmængder og omvendt. Definitionsprocessen er illustreret på nedenstående tre figurer gældende for henholdsvis arcussinus, arcuscosinus og arcustangens.

## Definitions- og værdimængder
Disse fremgår af nedenstående tabel. Her betegner {\displaystyle \mathbb {R} } mængden af reelle tal og {\displaystyle \lor } er et logisk "eller".
| Funktion og definition                                                           | Definitionsmængde                       | Værdimængde (radianer)                                                                             | Værdimængde (grader)                                                              |
| -------------------------------------------------------------------------------- | --------------------------------------- | -------------------------------------------------------------------------------------------------- | --------------------------------------------------------------------------------- |
| {\displaystyle y=\arcsin(x)\quad \Leftrightarrow \quad x=\sin(y)}                | {\displaystyle -1\leqq x\leqq +1}       | {\displaystyle -\textstyle {\frac {\pi }{2}}\leqq y\leqq +\textstyle {\frac {\pi }{2}}}            | {\displaystyle -90^{\circ }\leqq y\leqq +90^{\circ }}                             |
| {\displaystyle y=\arccos(x)\quad \Leftrightarrow \quad x=\cos(y)}                | {\displaystyle -1\leqq x\leqq +1}       | {\displaystyle 0\leqq y\leqq \pi }                                                                 | {\displaystyle 0^{\circ }\leqq y\leqq 180^{\circ }}                               |
| {\displaystyle y=\arctan(x)\quad \Leftrightarrow \quad x=\tan(y)}                | {\displaystyle \mathbb {R} }            | {\displaystyle -\textstyle {\frac {\pi }{2}}<y<+\textstyle {\frac {\pi }{2}}}                      | {\displaystyle -90^{\circ }<y<+90^{\circ }}                                       |
| {\displaystyle y=\operatorname {arccot}(x)\quad \Leftrightarrow \quad x=\cot(y)} | {\displaystyle \mathbb {R} }            | {\displaystyle 0<y<\pi }                                                                           | {\displaystyle 0^{\circ }<y<180^{\circ }}                                         |
| {\displaystyle y=\operatorname {arcsec}(x)\quad \Leftrightarrow \quad x=\sec(y)} | {\displaystyle x\leqq -1\lor x\geqq +1} | {\displaystyle 0\leqq y<\textstyle {\frac {\pi }{2}}\lor \textstyle {\frac {\pi }{2}}<y\leqq \pi } | {\displaystyle 0^{\circ }\leqq y<90^{\circ }\lor 90^{\circ }<y\leqq 180^{\circ }} |
| {\displaystyle y=\operatorname {arccsc}(x)\quad \Leftrightarrow \quad x=\csc(y)} | {\displaystyle x\leqq -1\lor x\geqq +1} | {\displaystyle -\textstyle {\frac {\pi }{2}}\leqq y<0\lor 0<y\leqq \textstyle {\frac {\pi }{2}}}   | {\displaystyle -90^{\circ }\leqq y<0^{\circ }\lor 0^{\circ }<y\leqq 90^{\circ }}  |

## Relationer mellem trigonometriske funktioner og arcus-funktioner
Værdier for sinus, cosinus og tangens af arcus-funktioner kan ses i den følgende tabel sammen med diagrammer af retvinklede trekanter, som kan illustrere hvordan man kan udlede disse resultater ved at anvende Pythagoras' sætning og definitionerne af de trigonometriske funktioner.
| {\displaystyle \theta }                   | {\displaystyle \sin(\theta )}                                                | {\displaystyle \cos(\theta )}                                                | {\displaystyle \tan(\theta )}                                                | Diagram |
| ----------------------------------------- | ---------------------------------------------------------------------------- | ---------------------------------------------------------------------------- | ---------------------------------------------------------------------------- | ------- |
| {\displaystyle \arcsin(x)}                | {\displaystyle \sin(\arcsin(x))=x}                                           | {\displaystyle \cos(\arcsin(x))={\sqrt {1-x^{2}}}}                           | {\displaystyle \tan(\arcsin(x))={\frac {x}{\sqrt {1-x^{2}}}}}                |         |
| {\displaystyle \arccos(x)}                | {\displaystyle \sin(\arccos(x))={\sqrt {1-x^{2}}}}                           | {\displaystyle \cos(\arccos(x))=x}                                           | {\displaystyle \tan(\arccos(x))={\frac {\sqrt {1-x^{2}}}{x}}}                |         |
| {\displaystyle \arctan(x)}                | {\displaystyle \sin(\arctan(x))={\frac {x}{\sqrt {1+x^{2}}}}}                | {\displaystyle \cos(\arctan(x))={\frac {1}{\sqrt {1+x^{2}}}}}                | {\displaystyle \tan(\arctan(x))=x}                                           |         |
| {\displaystyle \operatorname {arccsc}(x)} | {\displaystyle \sin(\operatorname {arccsc}(x))={\frac {1}{x}}}               | {\displaystyle \cos(\operatorname {arccsc}(x))={\frac {\sqrt {x^{2}-1}}{x}}} | {\displaystyle \tan(\operatorname {arccsc}(x))={\frac {1}{\sqrt {x^{2}-1}}}} |         |
| {\displaystyle \operatorname {arcsec}(x)} | {\displaystyle \sin(\operatorname {arcsec}(x))={\frac {\sqrt {x^{2}-1}}{x}}} | {\displaystyle \cos(\operatorname {arcsec}(x))={\frac {1}{x}}}               | {\displaystyle \tan(\operatorname {arcsec}(x))={\sqrt {x^{2}-1}}}            |         |
| {\displaystyle \operatorname {arccot}(x)} | {\displaystyle \sin(\operatorname {arccot}(x))={\frac {1}{\sqrt {1+x^{2}}}}} | {\displaystyle \cos(\operatorname {arccot}(x))={\frac {x}{\sqrt {1+x^{2}}}}} | {\displaystyle \tan(\operatorname {arccot}(x))={\frac {1}{x}}}               |         |

## Relationer mellem arcus-funktionerne
Funktionssammenhænge:
{\displaystyle {\begin{aligned}\arccos(x)&={\frac {\pi }{2}}-\arcsin(x)&\arcsin(x)&={\frac {\pi }{2}}-\arccos(x)\\[0.5em]\operatorname {arccot}(x)&={\frac {\pi }{2}}-\arctan(x)&\arctan(x)&={\frac {\pi }{2}}-\operatorname {arccot}(x)\\[0.5em]\operatorname {arccsc}(x)&={\frac {\pi }{2}}-\operatorname {arcsec}(x)&\operatorname {arcsec}(x)&={\frac {\pi }{2}}-\operatorname {arccsc}(x)\end{aligned}}}
Fortegnsskift:
{\displaystyle {\begin{aligned}\arcsin(-x)&=-\arcsin(x)\\\arccos(-x)&=\pi -\arccos(x)\\\arctan(-x)&=-\arctan(x)\\\operatorname {arccot}(-x)&=\pi -\operatorname {arccot}(x)\\\operatorname {arcsec}(-x)&=\pi -\operatorname {arcsec}(x)\\\operatorname {arccsc}(-x)&=-\operatorname {arccsc}(x)\end{aligned}}}
Reciprokke argumenter:
{\displaystyle {\begin{aligned}\arccos \left({\frac {1}{x}}\right)&=\operatorname {arcsec}(x)\\[0.3em]\arcsin \left({\frac {1}{x}}\right)&=\operatorname {arccsc}(x)\\[0.3em]\end{aligned}}}
{\displaystyle \arctan \left({\frac {1}{x}}\right)={\begin{cases}{\begin{array}{lcl}\ \ \ {\frac {\pi }{2}}-\arctan(x)=\operatorname {arccot}(x)&{\text{ hvis }}x>0&\\-{\frac {\pi }{2}}-\arctan(x)=\operatorname {arccot}(x)-\pi &{\text{ hvis }}x<0\end{array}}\end{cases}}}
{\displaystyle \operatorname {arccot} \left({\frac {1}{x}}\right)={\begin{cases}{\begin{array}{lcl}\ {\frac {\pi }{2}}-\operatorname {arccot}(x)=\arctan(x)&{\text{ hvis }}x>0&\\{\frac {3\pi }{2}}-\operatorname {arccot}(x)=\pi +\arctan(x)&{\text{ hvis }}x<0\end{array}}\end{cases}}}
{\displaystyle {\begin{aligned}\operatorname {arcsec} \left({\frac {1}{x}}\right)&=\arccos(x)\\[0.3em]\operatorname {arccsc} \left({\frac {1}{x}}\right)&=\arcsin(x)\end{aligned}}}

## Eksempel på anvendelse
I en retvinklet trekan er sidelængderne 5, 12 og 13. Hvor stor er vinklen {\displaystyle v} over for den mindste side?
{\displaystyle \sin(v)={\tfrac {5}{13}}\quad \Leftrightarrow \quad v=\arcsin({\tfrac {5}{13}})=22.52^{\circ }}
{\displaystyle \cos(v)={\tfrac {12}{13}}\quad \Leftrightarrow \quad v=\arccos({\tfrac {12}{13}})=22.52^{\circ }}
{\displaystyle \tan(v)={\tfrac {5}{23}}\quad \Leftrightarrow \quad v=\arcsin({\tfrac {5}{12}})=22.52^{\circ }}
Beregningerne kan udføres på en lommeregner.

## Differentialkvotienter
Arcus-funktionerne har nedenstående differentialkvotienter, som er gyldige for både reelle og komplekse værdier af {\displaystyle x}:
{\displaystyle {\begin{aligned}{\frac {\text{d}}{{\text{d}}x}}\arcsin(x)&{}={\frac {1}{\sqrt {1-x^{2}}}}\;;&x&{}\neq -1,+1\\{\frac {\text{d}}{{\text{d}}x}}\arccos(x)&{}=-{\frac {1}{\sqrt {1-x^{2}}}}\;;&x&{}\neq -1,+1\\{\frac {\text{d}}{{\text{d}}x}}\arctan(x)&{}={\frac {1}{1+x^{2}}}\;;&x&{}\neq -i,+i\\{\frac {\text{d}}{{\text{d}}x}}\operatorname {arccot}(x)&{}=-{\frac {1}{1+x^{2}}}\;;&x&{}\neq -i,+i\\{\frac {\text{d}}{{\text{d}}x}}\operatorname {arcsec}(x)&{}={\frac {1}{x^{2}{\sqrt {1-{\frac {1}{x^{2}}}}}}}\;;&x&{}\neq -1,0,+1\\{\frac {\text{d}}{{\text{d}}x}}\operatorname {arccsc}(x)&{}=-{\frac {1}{x^{2}{\sqrt {1-{\frac {1}{x^{2}}}}}}}\;;&x&{}\neq -1,0,+1\end{aligned}}}
For reelle værdier af {\displaystyle x} gælder desuden:
{\displaystyle {\begin{aligned}{\frac {\text{d}}{{\text{d}}x}}\operatorname {arcsec}(x)&{}={\frac {1}{|x|{\sqrt {x^{2}-1}}}}\;;&|x|>1\\{\frac {\text{d}}{{\text{d}}x}}\operatorname {arccsc}(x)&{}=-{\frac {1}{|x|{\sqrt {x^{2}-1}}}}\;;&|x|>1\end{aligned}}}
Formlerne kan udledes ved hjælp af differentialkvotienterne for de trigonometriske funktioner.
Eksempel for {\displaystyle \arcsin }:
Lad {\displaystyle x=\sin(\theta )} og dermed {\displaystyle \arcsin(x)=\theta }. Så er
{\displaystyle {\frac {{\text{d}}x}{{\text{d}}\theta }}=\cos(\theta )={\sqrt {1-x^{2}}}}.
Heraf følger, at
{\displaystyle {\frac {\text{d}}{{\text{d}}x}}\arcsin(x)={\frac {{\text{d}}\theta }{{\text{d}}x}}={\frac {1}{{\text{d}}x/{\text{d}}\theta }}={\frac {1}{\sqrt {1-x^{2}}}}.}

## Stamfunktioner
Nedenfor vises stamfunktioner for seks arcus-funktioner. Argumentet {\displaystyle x} kan være reelt eller komplekst. Størrelsen {\displaystyle C} er en arbitrær integrationskonstant.
{\displaystyle {\begin{aligned}\int \arcsin(x)\,{\text{d}}x&{}=x\,\arcsin(x)+{\sqrt {1-x^{2}}}+C\\\int \arccos(x)\,{\text{d}}x&{}=x\,\arccos(x)-{\sqrt {1-x^{2}}}+C\\\int \arctan(x)\,{\text{d}}x&{}=x\,\arctan(x)-{\frac {1}{2}}\ln \left(1+x^{2}\right)+C\\\int \operatorname {arccot}(x)\,{\text{d}}x&{}=x\,\operatorname {arccot}(x)+{\frac {1}{2}}\ln \left(1+x^{2}\right)+C\\\int \operatorname {arcsec}(x)\,{\text{d}}x&{}=x\,\operatorname {arcsec}(x)-\ln \left[x\left(1+{\sqrt {\frac {x^{2}-1}{x^{2}}}}\right)\right]+C\\\int \operatorname {arccsc}(x)\,{\text{d}}x&{}=x\,\operatorname {arccsc}(x)+\ln \left[x\left(1+{\sqrt {\frac {x^{2}-1}{x^{2}}}}\right)\right]+C\end{aligned}}}
For reelle {\displaystyle x>1} gælder:
{\displaystyle {\begin{aligned}\int \operatorname {arcsec}(x)\,{\text{d}}x&{}=x\,\operatorname {arcsec}(x)-\ln \left(x+{\sqrt {x^{2}-1}}\right)+C\\\int \operatorname {arccsc}(x)\,{\text{d}}x&{}=x\,\operatorname {arccsc}(x)+\ln \left(x+{\sqrt {x^{2}-1}}\right)+C\end{aligned}}}
For reelle {\displaystyle x>1} eller {\displaystyle x<-1} gælder:
{\displaystyle {\begin{aligned}\int \operatorname {arcsec}(x)\,{\text{d}}x&{}=x\,\operatorname {arcsec}(x)-\operatorname {sgn}(x)\ln \left|x+{\sqrt {x^{2}-1}}\right|+C\\\int \operatorname {arccsc}(x)\,{\text{d}}x&{}=x\,\operatorname {arccsc}(x)+\operatorname {sgn}(x)\ln \left|x+{\sqrt {x^{2}-1}}\right|+C\end{aligned}}}
Her betegner |•| størrelsens absolutte værdi og {\displaystyle \operatorname {sgn} } er fortegnsfunktionen signum. Med anvendelse af area-funktioner (inverse hyperbolske funktioner) kan de sidste to formler også skrives således:
{\displaystyle {\begin{aligned}\int \operatorname {arcsec}(x)\,{\text{d}}x&{}=x\,\operatorname {arcsec}(x)-\operatorname {arcosh} (|x|)+C\\\int \operatorname {arccsc}(x)\,{\text{d}}x&{}=x\,\operatorname {arccsc}(x)+\operatorname {arcosh} (|x|)+C\\\end{aligned}}}